# الملباجة (القفر)

تعديل مصدري - تعديل

الملباجة هي إحدى قرى عزلة بني مهدى بمديرية القفر التابعة لمحافظة إب، بلغ تعداد سكانها 141 نسمة حسب تعداد اليمن لعام 2004.